# Salon olympique
Le Salon olympique (« Sallon Olympique » avec l'orthographe de l'époque, ou Club olympique) était un club aristocratique installé à Paris au 1er étage du Palais-Royal, au-dessus des arcades n° 63 à 67, du 1er janvier 1785 au 1er juillet 1792. 

## La Loge et Société olympique
Le club était géré par la Société olympique, titulaire du bail, qui était elle-même une émanation de la Loge olympique de la Parfaite Estime, une loge maçonnique dédiée à l'organisation des célèbres Concerts olympiques. Ses locaux se trouvaient au deuxième étage, au dessus du Salon, et furent occupés du 1er janvier 1785 au 1er juillet 1801 sans interruption, avant que la loge ne s'installe dans le Théâtre-Olympique. Les arcades n° 63 à 67 étaient très exactement situées entre le café de Foy occupant les arcades n° 56 à 62 et le Théâtre Beaujolais (futur Théâtre Montansier) situé au-dessus des arcades n° 68 à 78.
À cette époque, la mode des clubs à l'anglaise se répandit et beaucoup d'entre eux s'installèrent dans les arcades du Palais-Royal, comme la Société des amis des Noirs ou le Sallon des arts.
On peut lire en effet dans Le Voyageur à Paris :
La société Olympique, établie au Palais Royal, no 65, est composée, ainsi que les différents clubs, de gens de considération, recommandables par leur mérite, dont le nombre n’est point limité; mais où l’on ne peut être admis sans être affilié à quelque loge maçonnique. L’élection se fait par la voie du scrutin; il faut avoir atteint la majorité pour y être admis: il y a des commissaires pour en faire observer les statuts. On y trouve les papiers publics, français et étrangers &c. Le but principal de cette société est de cultiver la musique, d’y donner d’excellents concerts, d’autant plus agréables, que bien des personnes du sexe de la plus grande considération n’ont point dédaigné d’y chanter ou d’y exécuter différens morceaux de musique instrumentale. Cette société a obtenu la permission de donner ses concerts dans une des salles du château des Tuileries, qu’elle a fait disposer à cet effet.
La loge de maçonnerie de cette société est placée au second étage.
La Correspondance littéraire secrète du 6 janvier 1785 note :
Plusieurs membres de la Loge Olympique ont formé dans ce club, une espèce de loge d’adoption, où l’on donnera des bals, des concerts, des soupers, des fêtes ; enfin on y jouira de tous les amusements honnêtes, & la maçonnerie seule n’y sera pas exercée. Des Dames de la Cour se sont présentées dans cette société qui sera l’une des plus agréables & des plus brillantes du Palais-Royal.
Les témoignages d'habitués du Salon sont rares, notons ceux d'Antoine Philippe du Bois des Cours, marquis de la Maisonfort (1763-1827) dans ses Mémoires, de Joseph-Thomas-Anne d’Espinchal (1748-1823), marquis de Massiac, dans sa correspondance avec Theresia Cabarrus devenue princesse de Chimay et enfin de Louis Joseph de Ponte comte d’Albaret, noble piémontais, qui relate son admission dans son Journal.